# Atribasta fulvifusa
Atribasta fulvifusa är en fjärilsart som beskrevs av Turner 1916. Atribasta fulvifusa ingår i släktet Atribasta och familjen plattmalar. Inga underarter finns listade i Catalogue of Life.